# August von Hedenberg
Ludvig August von Hedenberg, född 2 oktober 1822 i Stockholm, död 10 maj 1895 i Stockholm, var en svensk militär och direktör.
von Hedenberg var son till Carl August von Hedenberg, som var generaladjutant och landshövding i Norrbottens län. Han blev fanjunkare vid Västerbottens fältjägarregemente 1840 och blev efter officersexamen 1842 underlöjtnant vid Norrbottens fältjägarkår samma år och löjtnant 1849. Samtidigt hade han tjänst i Salpetersjuderistaten och verkade i Norrbotten som salpetersjuderistyresman från 30 december 1843 samt avlade lantmäteriexamen 1849. År 1858 blev han direktör i första salpetersjuderidistriktet. Året därpå utnämndes han till kapten med transport som kapten och regementskvartermästare till Västerbottens fältjägarkår. Han inträdde i direktionen för Norrlands hypoteksförening 1862, blev styrelseledamot i Västerbottens enskilda bank 1866 samt ordförande i Norrlands hypoteksförening och var verkställande direktör i Västerbottens enskilda bank mellan 1880 och 1888. 
von Hedenberg blev major 1870 och överstelöjtnant i armén samma år men tog avsked 1894. Han var kommunalpolitiskt verksam och ordförande i Umeå kommunalstyrelse 1868–1877. von Hedenberg blev riddare av Svärdsorden 1865 och riddare av Vasaorden 1877.
Han gifte sig första gången 1853 med Hanna Catharina Sofia Tinnerholm, som avled 1858 i Piteå socken; hennes far Axel Fabian Tinnerholm var postinspektor först i Piteå och sedan i Umeå. År 1872 gifte sig von Hedenberg i Umeå med Maria Charlotta Åhman, som var lantbrukardotter från Bygdeå socken. Av von Hedenbergs åtta barn var yngsta dottern Valborg von Hedenberg i sitt första gifte med fondmäklaren Gerhard Ekelöf mor till skalden Gunnar Ekelöf.